# Dogstar (banda)
Dogstar é uma banda norte-americana, mais conhecida por um dos seus membros ser o actor Keanu Reeves.

## História
A banda formou-se em 1991, pelos actores fãs de grunge Keanu Reeves e Robert Mailhouse.
Sem muito sucesso internacional, a banda fez alguns concertos com considerável êxito. Em 1995 fizeram a abertura para os Bon Jovi na Austrália e na Nova Zelândia, e em 1996 actuaram na Bélgica, em Lummen, no Zwemdokrock Festival. No mesmo ano laçaram o EP de quatro faixas, Quattro Formaggi  e o álbum de estreia Our Little Visionary -distribuído apenas no Japão.
Em 1999, tiveram a oportunidade de tocar no Glastonbury Festival, no Reino Unido, e lançaram o segundo disco, Happy Ending. 

## Membros
- Bret Domrose - voz, guitarra
- Keanu Reeves - baixo
- Robert Mailhouse - bateria, percussão

## Discografia

### EP
- Quattro Formaggi (1996)

### Álbuns de estúdio
- Our Little Visionary (1996)
- Happy Ending (2000)
- Somewhere Between the Power Lines and Palm Trees (2023)